# Bijin-ga

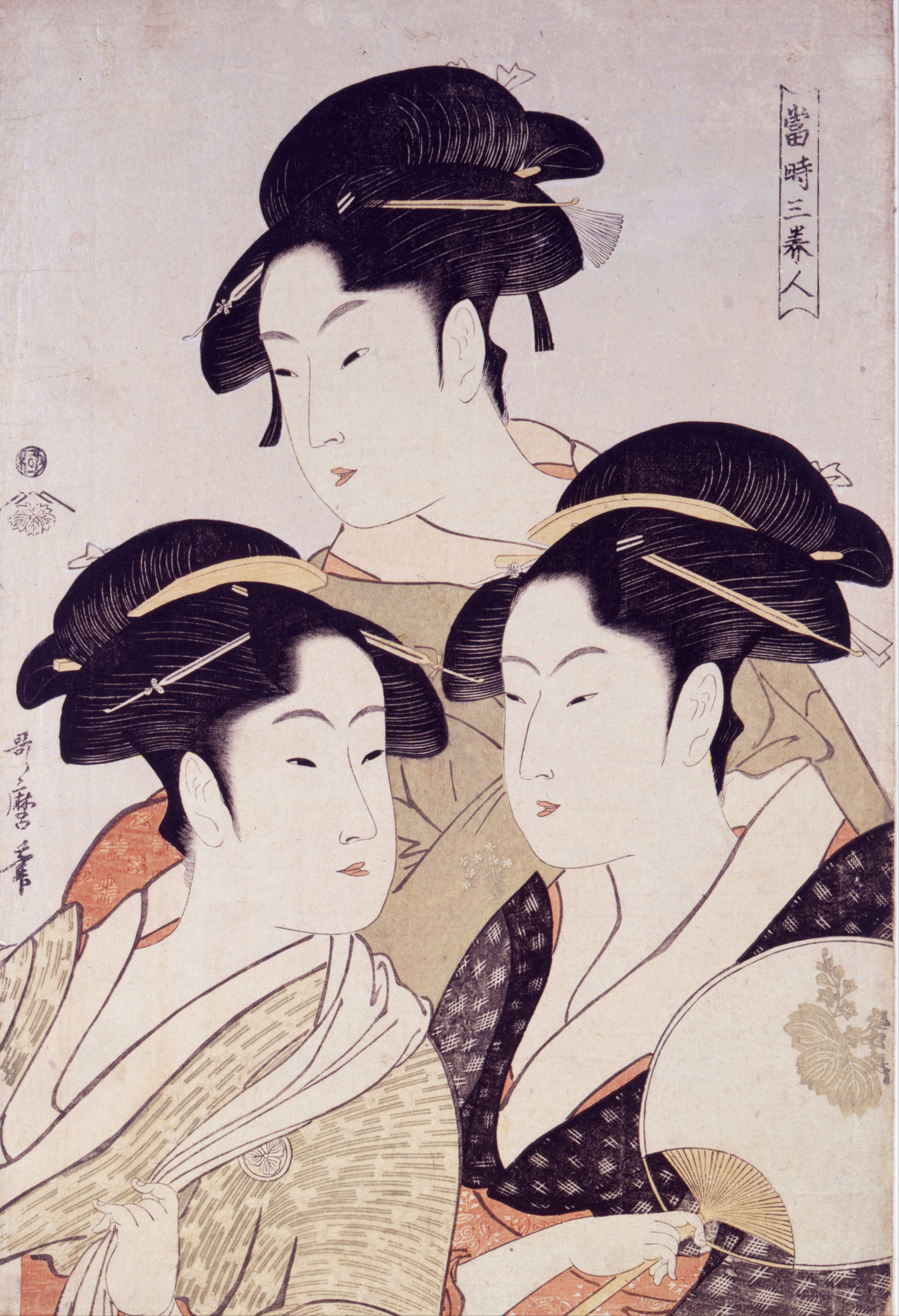
Utamaro: Tre bellezze del nostro tempo.
Da sinistra a destra, sono raffigurate Takashima Ohisa, Tomimoto Toyohina e Naniwaya Okita.

Bijin-ga (giapponese: 美人画, «dipinti di belle donne», bijin) è un termine generico che indica immagini di belle donne nell'arte giapponese, specie nella xilografia  (o stampa sui blocchi di legno) del genere ukiyo-e, che precorre la fotografia. Il vocabolo può essere usato anche per i mezzi di comunicazione moderni, qualora l'immagine si conformi a una rappresentazione piuttosto classica della donna, solitamente ritratta con indosso un kimono.
Il bijin-ga è uno dei grandi temi classici dell'ukiyo-e e fu praticato da quasi tutti i artisti di questo stile. Tuttavia alcuni, compresi Utamaro, Suzuki Harunobu, Ito Shinsui, Toyohara Chikanobu e Torii Kiyonaga, sono considerati come i più grandi innovatori e maestri di questa forma.

## Il posto dei bijin-ga nella cultura del periodo Edo

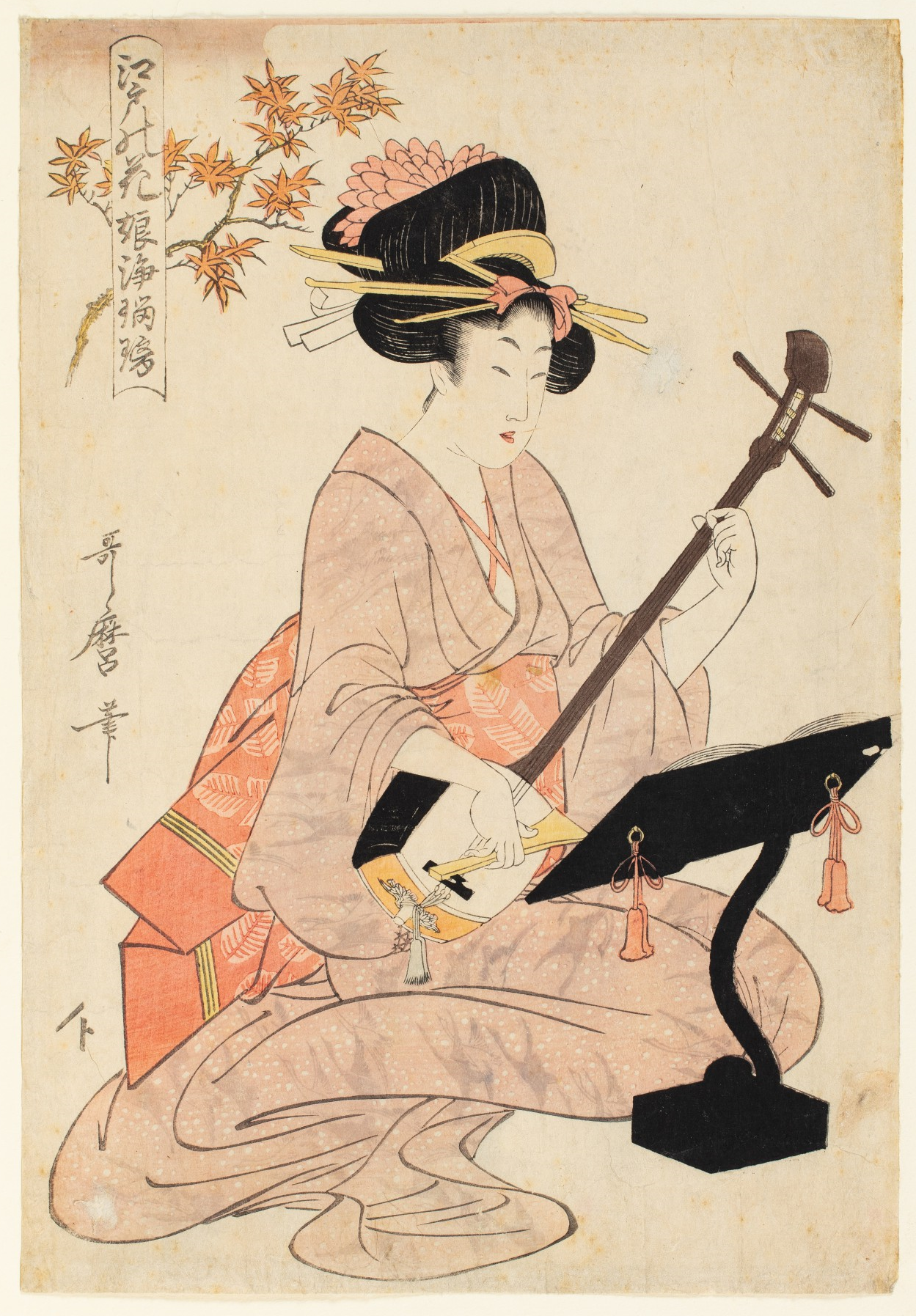
Kitagawa Utamaro, "Fiori di Edo: giovane donna che si accompagna allo shamisen", ca. 1800.

Si tratta assai spesso della rappresentazione di cortigiane, a volte di cortigiane famose identificate per nome e celebrate per la loro bellezza, tipiche del suddetto periodo.
Con i ritratti di attori del kabuki, i bijin-ga costituiscono uno dei principali soggetti dell'ukiyo-e. Nel caso dei ritratti di attori del kabuki (yakusha-e), si trattava, un po' come i «programmi» del teatro o dell'opera che si trovano oggi, di commemorare non solo un dato attore in un dramma, ma a volte anche di una rappresentazione precisa di questo dramma.
Nel caso dei ritratti di cortigiane o di belle donne famose, si trattava di permettere alla classe media che si sviluppava allora in Giappone di avere un'immagine di una di queste bellezze che aveva ben poche possibilità di mai avvicinare. All'epoca di Utamaro, era frequente che tutte le belle donne fossero designate nominativamente sulle stampe che le rappresentavano. Ma gli editti della censura arrivarono, a partire dal 1793, fino a proibire di far figurare il loro nome, con la sola eccezione delle cortigiane dello Yoshiwara. Il che diede luogo a un nuovo gioco intellettuale per artisti come Utamaro, che continuò a far figurare il nome dell'interessata sotto forma di rebus. Ma la censura reagì dopo l'ottavo mese del 1796, proibendo tali rebus.
Gli artisti importanti conosciuti per i loro bijin-ga raggruppano pressappoco tutti i grandi nomi dell'ukiyo-e, da Moronobu a Yoshitoshi, passando per Kaigetsudo, Sukenobu, Harunobu, Kiyonaga, Utamaro, Eishi, Hokusai, Hiroshige, e molti altri ancora.
Fu in modo quasi sistematico che gli artisti dell'ukiyo-e si volsero verso i bijin-ga, a eccezione di artisti concentrati unicamente sul kabuki, come Sharaku.

## Alcune modelle di bijin-ga rimaste famose
Alcune delle modelle preferite da Utamaro sono rimaste bijin famose.
In effetti, Utamaro si piccava di afferrare meglio di ogni altro pittore giapponese la verità psicologica delle sue modelle, che si ritrovano in modo ricorrente nella sua opera.
È il caso in particolare di Naniwaya Okita, della cortigiana Hanaōgi, appartenente alla casa Ōgiya, o ancora di Tomimoto Toyohina o di Takashima Ohisa.